# Recordes e estatísticas da Copa América
Esta é uma lista de recordes e estatísticas da Copa América.

## Campeões

### Por edição
Como Campeonato Sul-Americano de Futebol
Como Copa América

### Por seleções
| Seleção        | Títulos                                                                                                | Vices                                                                                       | 3º lugar                                                         | 4º lugar                                                               |
| -------------- | --- | ------------------------------------------------------------------------------------------- | ---------------------------------------------------------------- | ---------------------------------------------------------------------- |
| Argentina      | 16 (1921, 1925, 1927, 1929, 1937, 1941, 1945, 1946, 1947, 1955, 1957, 1959-I, 1991, 1993, 2021 e 2024) | 14 (1916, 1917, 1920, 1923, 1924, 1926, 1935, 1942, 1959-II, 1967, 2004, 2007, 2015 e 2016) | 5 (1919, 1956, 1963, 1989 e 2019)                                | 2 (1922 e 1987)                                                        |
| Uruguai        | 15 (1916, 1917, 1920, 1923, 1924, 1926, 1935, 1942, 1956, 1959-II, 1967, 1983, 1987, 1995 e 2011)      | 6 (1919, 1927, 1939, 1941, 1989 e 1999)                                                     | 10 (1921, 1922, 1929, 1937, 1947, 1953, 1957, 1975, 2004 e 2024) | 5 (1945, 1946, 1955, 2001 e 2007)                                      |
| Brasil         | 9 (1919, 1922, 1949, 1989, 1997, 1999, 2004, 2007 e 2019)                                              | 12 (1921, 1925, 1937, 1945, 1946, 1953, 1957, 1959-I, 1983, 1991, 1995 e 2021)              | 7 (1916, 1917, 1920, 1942, 1959-II, 1975 e 1979)                 | 3 (1923, 1956 e 1963)                                                  |
| Paraguai       | 2 (1953 e 1979)                                                                                        | 6 (1922, 1929, 1947, 1949, 1963 e 2011)                                                     | 7 (1923, 1924, 1925, 1939, 1946, 1959-I e 1983)                  | 7 (1921, 1926, 1937, 1942, 1967, 1989 e 2015)                          |
| Chile          | 2 (2015 e 2016)                                                                                        | 4 (1955, 1956, 1979, 1987)                                                                  | 5 (1926, 1941, 1945, 1967 e 1991)                                | 11 (1916, 1917, 1919, 1920, 1924, 1935, 1939, 1947, 1953, 1999 e 2019) |
| Peru           | 2 (1939 e 1975)                                                                                        | 1 (2019)                                                                                    | 8 (1927, 1935, 1949, 1955, 1979, 1983, 2011 e 2015)              | 6 (1929, 1941, 1957, 1959-I, 1997 e 2021)                              |
| Colômbia       | 1 (2001)                                                                                               | 2 (1975 e 2024)                                                                             | 5 (1987, 1993, 1995, 2016 e 2021)                                | 2 (1991 e 2004)                                                        |
| Bolívia        | 1 (1963)                                                                                               | 1 (1997)                                                                                    | 0                                                                | 2 (1927 e 1949)                                                        |
| México         | 0 | 2 (1993 e 2001)                                                                             | 3 (1997, 1999 e 2007)                                            | 0                                                                      |
| Honduras       | 0 | 0                                                                                           | 1 (2001)                                                         | 0                                                                      |
| Equador        | 0 | 0                                                                                           | 0                                                                | 2 (1959-II e 1993)                                                     |
| Estados Unidos | 0 | 0                                                                                           | 0                                                                | 2 (1995 e 2016)                                                        |
| Venezuela      | 0 | 0                                                                                           | 0                                                                | 1 (2011)                                                               |
| Canadá         | 0 | 0                                                                                           | 0                                                                | 1 (2024)                                                               |

### Por confederação
| Federação | Títulos | Vices | 3.º lugar | 4.º lugar |
| --------- | ------- | ----- | --------- | --------- |
| CONMEBOL  | 48      | 46    | 47        | 42        |
| CONCACAF  | 0       | 2     | 4         | 3         |
| AFC       | 0       | 0     | 0         | 0         |

## Maiores goleadas
Estas são as maiores goleadas da história da Copa América:

## Classificação histórica
De 1916 até 2024, foram realizadas 48 edições da Copa  América. Nesse período, as seleções que mais pontuaram na competição, foram os seguintes:
| Pos. | País           | Part | Tít | J   | V   | E  | D  | GP  | GC  | SG   | Pts |
| ---- | -------------- | ---- | --- | --- | --- | -- | -- | --- | --- | ---- | --- |
| 1º   | Argentina      | 44   | 16  | 208 | 132 | 43 | 33 | 483 | 183 | +300 | 439 |
| 2º   | Uruguai        | 46   | 15  | 212 | 115 | 40 | 57 | 421 | 226 | +195 | 385 |
| 3º   | Brasil         | 38   | 9   | 195 | 109 | 41 | 45 | 435 | 206 | +229 | 368 |
| 4º   | Chile          | 41   | 2   | 191 | 67  | 35 | 89 | 291 | 317 | –26  | 317 |
| 5º   | Paraguai       | 39   | 2   | 180 | 64  | 43 | 73 | 267 | 311 | –44  | 235 |
| 6º   | Peru           | 34   | 2   | 164 | 58  | 40 | 66 | 230 | 258 | –28  | 21  |
| 7º   | Colômbia       | 24   | 1   | 130 | 53  | 26 | 51 | 154 | 194 | –40  | 185 |
| 8º   | Bolívia        | 29   | 1   | 122 | 20  | 26 | 76 | 109 | 308 | –199 | 86  |
| 9º   | Equador        | 30   | 0   | 130 | 17  | 28 | 85 | 139 | 331 | –192 | 79  |
| 10º  | México         | 11   | 0   | 51  | 20  | 14 | 17 | 67  | 63  | +4   | 74  |
| 11º  | Venezuela      | 20   | 0   | 74  | 11  | 18 | 45 | 59  | 182 | –123 | 51  |
| 12º  | Costa Rica     | 6    | 0   | 20  | 6   | 4  | 10 | 19  | 35  | –16  | 22  |
| 13º  | Estados Unidos | 5    | 0   | 21  | 6   | 2  | 13 | 21  | 32  | –11  | 20  |
| 14º  | Honduras       | 1    | 0   | 6   | 3   | 1  | 2  | 7   | 5   | +2   | 10  |
| 15º  | Panamá         | 2    | 0   | 7   | 3   | 0  | 4  | 10  | 20  | –10  | 9   |
| 16º  | Canadá         | 1    | 0   | 6   | 1   | 3  | 2  | 4   | 7   | –3   | 6   |
| 17º  | Japão          | 2    | 0   | 6   | 0   | 3  | 3  | 6   | 15  | –9   | 3   |
| 18º  | Catar          | 1    | 0   | 3   | 0   | 1  | 2  | 2   | 5   | –3   | 1   |
| 19º  | Haiti          | 1    | 0   | 3   | 0   | 0  | 3  | 1   | 12  | –11  | 0   |
| 20º  | Jamaica        | 3    | 0   | 9   | 0   | 0  | 9  | 1   | 16  | –15  | 0   |

- A Colômbia e o Equador não se classificaram nas eliminatórias de 1967 que foi a única edição da história que teve eliminatórias.

## Artilheiros

### Histórico

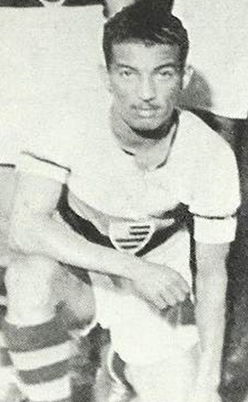
Zizinho, junto com Norberto Méndez, é o maior artilheiro da Copa América com 17 gols.

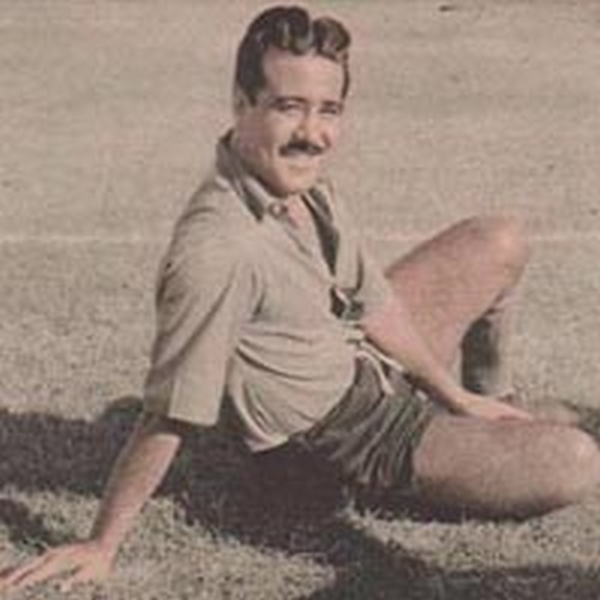
Norberto Méndez, junto com Zizinho, é o maior artilheiro da Copa América com 17 gols.

Estes são os maiores artilheiros da história da Copa América:
- Em negrito, os jogadores que estão em atividade atualmente.

- Atualizado até 23 de março de 2025.

| Pos. | Jogador             | Seleção   | Gols | Jogos | Média | Edições                                        |
| ---- | ------------------- | --------- | ---- | ----- | ----- | ---------------------------------------------- |
| 1    | Norberto Méndez     | Argentina | 17   | 17    | 1.00  | 1945, 1946, 1947                               |
| 1    | Zizinho             | Brasil    | 17   | 33    | 0.52  | 1942, 1945, 1946, 1949, 1953, 1957             |
| 3    | Severino Varela     | Uruguai   | 15   | 15    | 1.00  | 1937, 1939, 1942                               |
| 3    | Teodoro Fernández   | Peru      | 15   | 24    | 0.63  | 1935, 1937, 1939, 1941, 1942, 1947             |
| 5    | Eduardo Vargas      | Chile     | 14   | 24    | 0.61  | 2015, 2016, 2019, 2021, 2024                   |
| 5    | Paolo Guerrero      | Peru      | 14   | 26    | 0.56  | 2007, 2011, 2015, 2016, 2019, 2024             |
| 5    | Lionel Messi        | Argentina | 14   | 37    | 0.38  | 2007, 2011, 2015, 2016, 2019, 2021, 2024       |
| 7    | Gabriel Batistuta   | Argentina | 13   | 16    | 0.81  | 1991, 1993, 1995                               |
| 7    | José Manuel Moreno  | Argentina | 13   | 16    | 0.81  | 1941, 1942, 1947                               |
| 7    | Héctor Scarone      | Uruguai   | 13   | 18    | 0.72  | 1917, 1919, 1923, 1924, 1926, 1927, 1929       |
| 7    | Ademir de Menezes   | Brasil    | 13   | 18    | 0.72  | 1945, 1946, 1949, 1953                         |
| 7    | Jair                | Brasil    | 13   | 18    | 0.72  | 1945, 1946, 1949                               |
| 7    | Roberto Porta       | Uruguai   | 13   | 20    | 0.60  | 1939, 1941, 1942, 1945                         |
| 7    | Ángel Romano        | Uruguai   | 13   | 23    | 0.52  | 1916, 1917, 1919, 1920, 1921, 1922, 1924, 1926 |
| 15   | Herminio Masantonio | Argentina | 11   | 8     | 1.38  | 1935, 1942                                     |
| 15   | Didi                | Brasil    | 11   | 17    | 0.64  | 1953, 1957, 1959                               |
| 17   | Pedro Petrone       | Uruguai   | 10   | 9     | 1.11  | 1923, 1924, 1927, 1929                         |
| 17   | Heleno              | Brasil    | 10   | 10    | 1.0   | 1945, 1946                                     |
| 17   | Javier Ambrois      | Uruguai   | 10   | 11    | 0.91  | 1956, 1957                                     |
| 17   | Ronaldo             | Brasil    | 10   | 12    | 0.83  | 1995, 1997, 1999                               |
| 17   | Héctor Castro       | Uruguai   | 10   | 13    | 0.77  | 1926, 1927, 1929, 1935                         |
| 17   | Arnoldo Iguarán     | Colômbia  | 10   | 14    | 0.71  | 1979, 1983, 1987, 1989, 1991                   |
| 17   | Óscar Gómez Sánchez | Peru      | 10   | 14    | 0.71  | 1953, 1955, 1956, 1957                         |
| 17   | Ángel Labruna       | Argentina | 10   | 14    | 0.71  | 1946, 1955, 1956                               |
| 17   | Enrique Hormazábal  | Chile     | 10   | 16    | 0.63  | 1953, 1955, 1956                               |

### Por edição

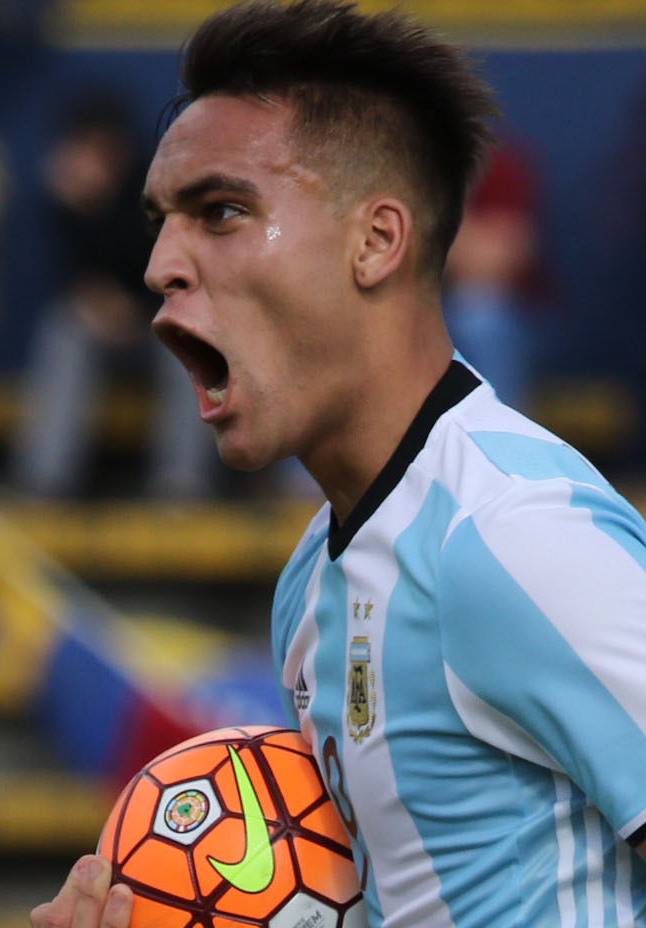
O argentino Lautaro Martínez, foi o artilheiro da última edição.

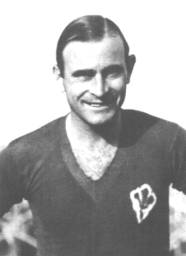
Pedro Petrone, foi artilheiro das edições 1923, 1924 e 1927, sendo assim o futebolista que mais vezes aparece nesta lista.

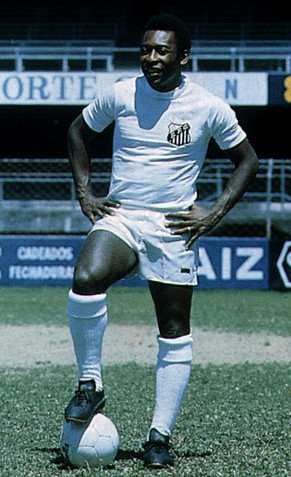
Pelé, foi artilheiro da edição de 1959.

Estes são os artilheiros edição por edição da Copa América:
| Edição  | Jogador                 | Seleção   | Gols |
| ------- | ----------------------- | --------- | ---- |
| 1916    | Isabelino Gradín        | Uruguai   | 3    |
| 1917    | Ángel Romano            | Uruguai   | 4    |
| 1919    | Arthur Friedenreich     | Brasil    | 4    |
| 1919    | Neco                    | Brasil    | 4    |
| 1920    | Ángel Romano            | Uruguai   | 3    |
| 1920    | José Pérez              | Uruguai   | 3    |
| 1921    | Julio Libonatti         | Argentina | 3    |
| 1922    | Julio Francia           | Argentina | 4    |
| 1923    | Valdino Aguirre         | Argentina | 3    |
| 1923    | Pedro Petrone           | Uruguai   | 3    |
| 1924    | Pedro Petrone           | Uruguai   | 4    |
| 1925    | Manuel Seoane           | Argentina | 6    |
| 1926    | David Arellano          | Chile     | 7    |
| 1927    | Alfredo Carricaberry    | Argentina | 3    |
| 1927    | Segundo Luna            | Argentina | 3    |
| 1927    | Roberto Figueroa        | Uruguai   | 3    |
| 1927    | Pedro Petrone           | Uruguai   | 3    |
| 1927    | Héctor Scarone          | Uruguai   | 3    |
| 1929    | Aurelio González        | Paraguai  | 5    |
| 1935    | Herminio Masantonio     | Argentina | 4    |
| 1937    | Raúl Toro               | Chile     | 7    |
| 1939    | Teodoro Fernández       | Peru      | 7    |
| 1941    | Juan Marvezzi           | Argentina | 5    |
| 1942    | Herminio Masantonio     | Argentina | 7    |
| 1942    | José Manuel Moreno      | Argentina | 7    |
| 1945    | Heleno de Freitas       | Brasil    | 7    |
| 1946    | José María Medina       | Uruguai   | 7    |
| 1947    | Nicolás Falero          | Uruguai   | 8    |
| 1949    | Jair Rosa Pinto         | Brasil    | 9    |
| 1953    | Francisco Molina        | Chile     | 7    |
| 1955    | Rodolfo Micheli         | Argentina | 8    |
| 1956    | Enrique Hormazábal      | Chile     | 4    |
| 1957    | Humberto Maschio        | Argentina | 9    |
| 1957    | Javier Ambrois          | Uruguai   | 9    |
| 1957    | Evaristo de Macedo      | Brasil    | 9    |
| 1959-I  | Pelé                    | Brasil    | 8    |
| 1959-II | José Sanfilippo         | Argentina | 6    |
| 1963    | Carlos Alberto Raffo    | Equador   | 6    |
| 1967    | Luis Artime             | Argentina | 5    |
| 1975    | Leopoldo Luque          | Argentina | 4    |
| 1975    | José Ernesto Díaz       | Colômbia  | 4    |
| 1979    | Jorge Peredo            | Chile     | 4    |
| 1979    | Eugenio Morel           | Paraguai  | 4    |
| 1983    | Jorge Burruchaga        | Argentina | 3    |
| 1983    | Roberto Dinamite        | Brasil    | 3    |
| 1983    | Carlos Alberto Aguilera | Uruguai   | 3    |
| 1983    | Eduardo Malásquez       | Peru      | 3    |
| 1987    | Arnoldo Iguarán         | Colômbia  | 4    |
| 1989    | Bebeto                  | Brasil    | 6    |
| 1991    | Gabriel Batistuta       | Argentina | 6    |
| 1993    | José Luis Dolgetta      | Venezuela | 4    |
| 1995    | Gabriel Batistuta       | Argentina | 4    |
| 1995    | Luis García Postigo     | México    | 4    |
| 1997    | Luis Hernández          | México    | 6    |
| 1999    | Rivaldo                 | Brasil    | 5    |
| 1999    | Ronaldo                 | Brasil    | 5    |
| 2001    | Víctor Aristizábal      | Colômbia  | 6    |
| 2004    | Adriano                 | Brasil    | 7    |
| 2007    | Robinho                 | Brasil    | 6    |
| 2011    | Paolo Guerrero          | Peru      | 5    |
| 2015    | Eduardo Vargas          | Chile     | 4    |
| 2015    | Paolo Guerrero          | Peru      | 4    |
| 2016    | Eduardo Vargas          | Chile     | 6    |
| 2019    | Everton                 | Brasil    | 3    |
| 2019    | Paolo Guerrero          | Peru      | 3    |
| 2021    | Lionel Messi            | Argentina | 4    |
| 2021    | Luis Díaz               | Colômbia  | 4    |
| 2024    | Lautaro Martínez        | Argentina | 5    |

## Recordistas em partidas disputadas[10]

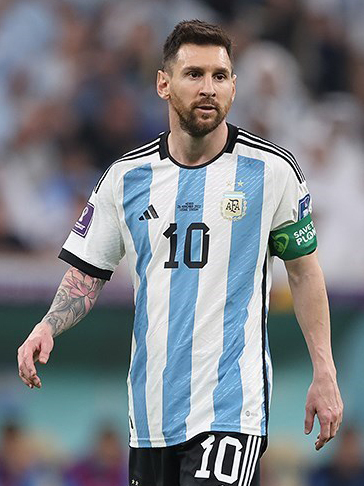
Lionel Messi, recordista em partidas pela Copa América

Estes são os jogadores com a maior quantidade de partidas pela Copa América:
- Em negrito, os jogadores que estão em atividade atualmente.

| Pos. | Jogador            | Seleção   | Partidas | Estreia              |
| ---- | ------------------ | --------- | -------- | -------------------- |
| 1    | Lionel Messi       | Argentina | 39       | Copa América de 2007 |
| 2    | Sergio Livingstone | Chile     | 34       | Copa América de 1941 |
| 3    | Zizinho            | Brasil    | 33       | Copa América de 1942 |
| 4    | Víctor Ugarte      | Bolívia   | 30       | Copa América de 1947 |
| 5    | Máximo Mosquera    | Peru      | 28       | Copa América de 1947 |
| 6    | Leonel Álvarez     | Colômbia  | 27       | Copa América de 1987 |
| 6    | Carlos Valderrama  | Colômbia  | 27       | Copa América de 1987 |
| 8    | Javier Mascherano  | Argentina | 26       | Copa América de 2004 |
| 8    | Paolo Guerrero     | Peru      | 26       | Copa América de 2007 |
| 10   | Félix Castillo     | Peru      | 25       | Copa América de 1947 |
| 10   | Cláudio Taffarel   | Brasil    | 25       | Copa América de 1989 |
| 10   | Álex Aguinaga      | Equador   | 25       | Copa América de 1987 |
| 10   | Gary Medel         | Chile     | 25       | Copa América de 2011 |
| 14   | José Bustamante    | Bolívia   | 24       | Copa América de 1946 |
| 14   | Teodoro Fernández  | Peru      | 24       | Copa América de 1935 |
| 14   | Cornelio Heredia   | Peru      | 24       | Copa América de 1947 |
| 14   | Eduardo Vargas     | Chile     | 24       |                      |
| 18   | Alberto Achá       | Bolívia   | 23       | Copa América de 1945 |
| 18   | Carlos Borja       | Bolívia   | 23       | Copa América de 1979 |
| 18   | Ángel Romano       | Uruguai   | 23       | Copa América de 1916 |
| 18   | Salvador Villalba  | Paraguai  | 23       | Copa América de 1955 |
| 18   | Carlos Sánchez     | Equador   | 23       | Copa América de 1947 |
| 18   | Claudio Bravo      | Chile     | 23       | Copa América de 2004 |
| 18   | Mauricio Isla      | Chile     | 23       |                      |
| 25   | Guillermo Delgado  | Peru      | 22       | Copa América de 1953 |
| 25   | Luis Calderón      | Peru      | 22       | Copa América de 1947 |
| 25   | Yoshimar Yotún     | Peru      | 22       | Copa América de 2011 |
| 25   | Djalma Santos      | Brasil    | 22       | Copa América de 1953 |
| 25   | René Higuita       | Colômbia  | 22       | Copa América de 1987 |
| 25   | Luis Capurro       | Equador   | 22       | Copa América de 1987 |
| 25   | José Milton Melgar | Bolívia   | 22       | Copa América de 1983 |
| 25   | Javier Zanetti     | Argentina | 22       | Copa América de 1995 |
| 25   | Kun Aguero         | Argentina | 22       | Copa América de 2011 |
| 25   | Claudio Suárez     | México    | 22       | Copa América de 1993 |
| 25   | Arturo Vidal       | Chile     | 22       | Copa América de 2011 |

## Premiações individuais
Além de receber o troféu da Copa América até a próxima edição, a seleção campeã recebe ao final da competição uma réplica do troféu e 50 medalhas de ouro. Para a seleção vice campeã, é entregue a Copa Bolívia e 50 medalhas de prata; para a seleção terceira colocada são dadas 50 medalhas de bronze e ao quarto colocado 50 medalhas de cobre. É entregue a todas as seleções participantes um diploma para certificar a sua participação na competição.
Também se premia com um troféu individual para os seguintes: o melhor jogador, o melhor jogador jovem, o artilheiro, o melhor goleiro e a seleção merecedora do "jogo limpo", é entregue o troféu Fair Play.

### Melhor jogador

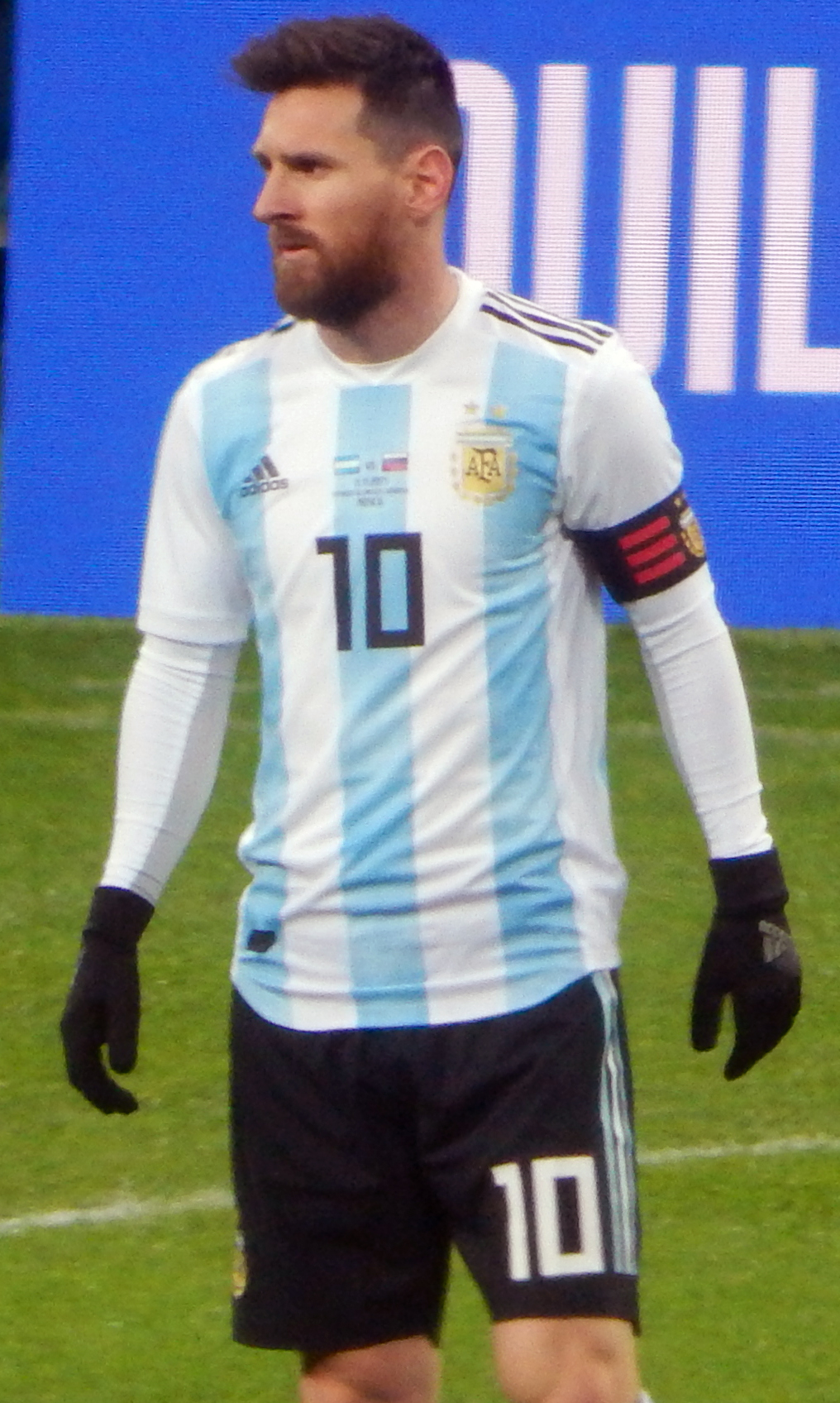
Lionel Messi, foi eleito o melhor jogador das edições de 2015 e 2021

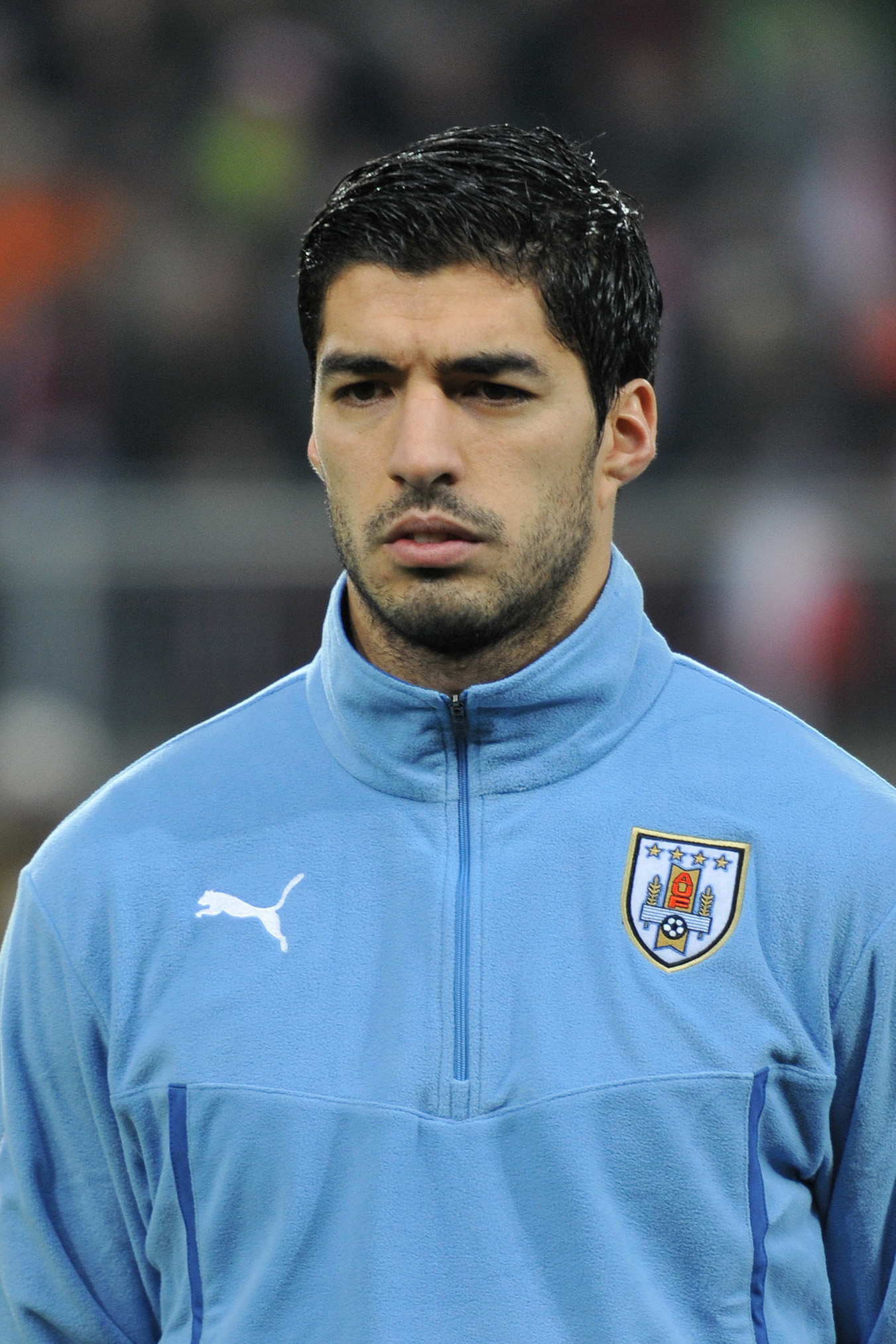
Luis Suárez, foi eleito o melhor jogador da edição de 2011.

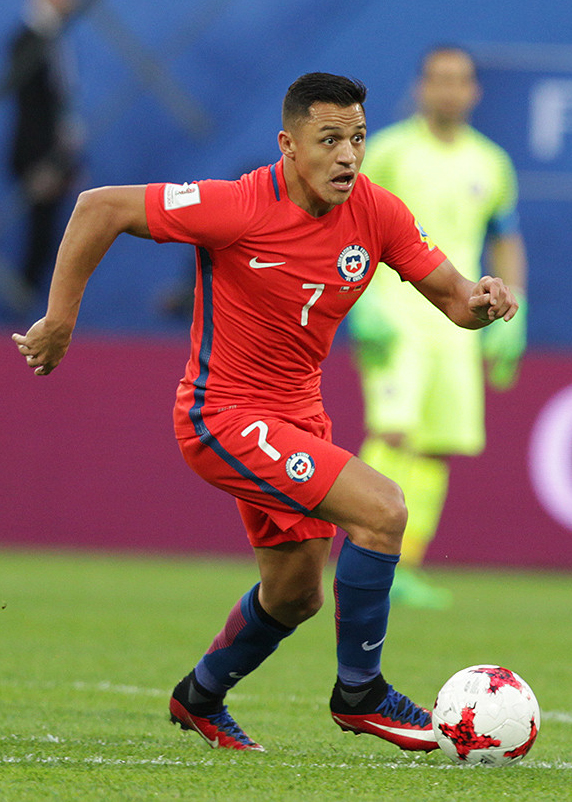
Alexis Sánchez, foi eleito o melhor jogador da Copa América Centenário.

Estes são os melhores jogadores edição por edição da Copa América:
| Edição  | Jogador              | Seleção   |
| ------- | -------------------- | --------- |
| 1916    | Isabelino Gradín     | Uruguai   |
| 1917    | Héctor Scarone       | Uruguai   |
| 1919    | Arthur Friedenreich  | Brasil    |
| 1920    | José Piendibene      | Uruguai   |
| 1921    | Américo Tesoriere    | Argentina |
| 1922    | Agostinho Fortes     | Brasil    |
| 1923    | José Nasazzi         | Uruguai   |
| 1924    | Pedro Petrone        | Uruguai   |
| 1925    | Manuel Seoane        | Argentina |
| 1926    | José Leandro Andrade | Uruguai   |
| 1927    | Manuel Seoane        | Argentina |
| 1929    | Manuel Ferreira      | Argentina |
| 1935    | José Nasazzi         | Uruguai   |
| 1937    | Vicente de la Mata   | Argentina |
| 1939    | Teodoro Fernández    | Peru      |
| 1941    | Sergio Livingstone   | Chile     |
| 1942    | Obdulio Varela       | Uruguai   |
| 1945    | Domingos da Guia     | Brasil    |
| 1946    | Adolfo Pedernera     | Argentina |
| 1947    | José Manuel Moreno   | Argentina |
| 1949    | Ademir Menezes       | Brasil    |
| 1953    | Heriberto Herrera    | Paraguai  |
| 1955    | Enrique Hormazábal   | Chile     |
| 1956    | Óscar Míguez         | Uruguai   |
| 1957    | Omar Sivori          | Argentina |
| 1959-I  | Pelé                 | Brasil    |
| 1959-II | Alcides Silveira     | Uruguai   |
| 1963    | Ramiro Blacut        | Bolívia   |
| 1967    | Pedro Rocha          | Uruguai   |
| 1975    | Teófilo Cubillas     | Peru      |
| 1979    | Carlos Caszely       | Chile     |
| 1983    | Enzo Francescoli     | Uruguai   |
| 1987    | Carlos Valderrama    | Colômbia  |
| 1989    | Rubén Sosa           | Uruguai   |
| 1991    | Leonardo Rodríguez   | Argentina |
| 1993    | Sergio Goycochea     | Argentina |
| 1995    | Enzo Francescoli     | Uruguai   |
| 1997    | Ronaldo              | Brasil    |
| 1999    | Rivaldo              | Brasil    |
| 2001    | Amado Guevara        | Honduras  |
| 2004    | Adriano              | Brasil    |
| 2007    | Robinho              | Brasil    |
| 2011    | Luis Suárez          | Uruguai   |
| 2015    | Lionel Messi         | Argentina |
| 2016    | Alexis Sánchez       | Chile     |
| 2019    | Daniel Alves         | Brasil    |
| 2021    | Lionel Messi         | Argentina |
| 2024    | James Rodríguez      | Colômbia  |

### Melhor jogador jovem

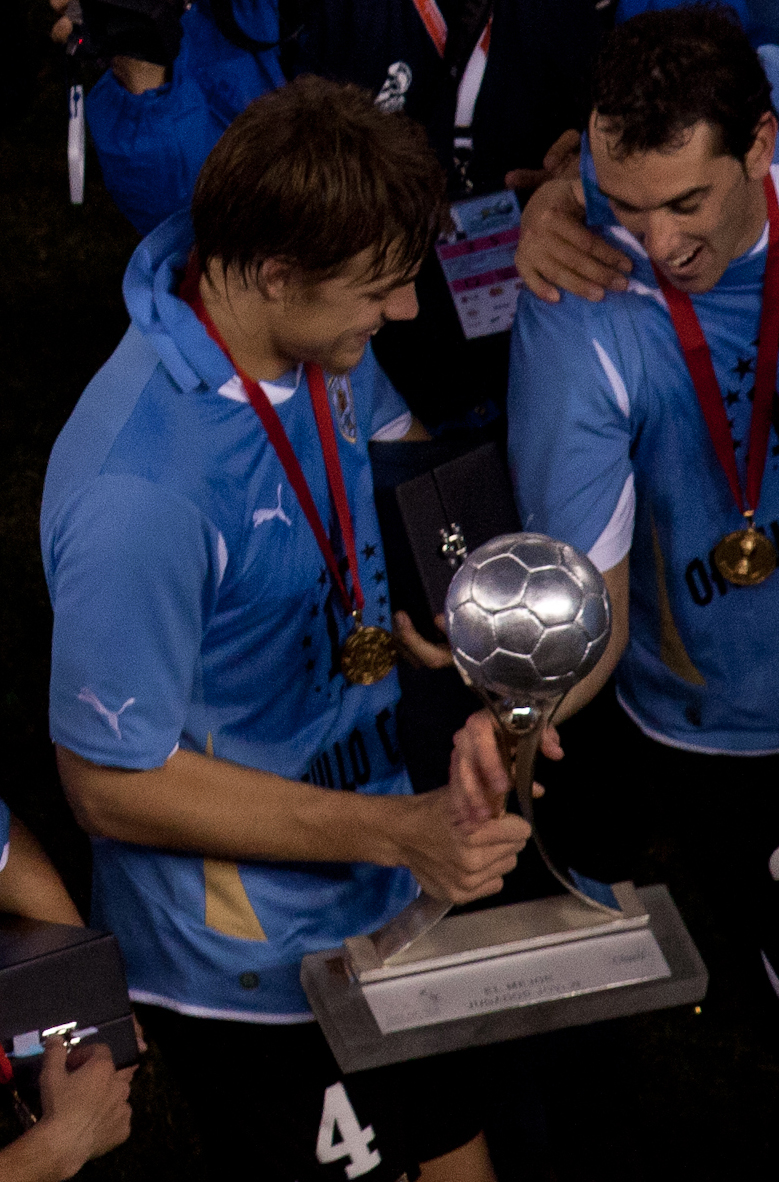
Sebastián Coates, com o troféu de melhor jogador jovem na edição de 2011.

Desde a Copa América de 2007, a CONMEBOL premia o melhor jogador jovem da competição.
| Edição | Jogador             | Idade | Seleção   |
| ------ | ------------------- | ----- | --------- |
| 2007   | Lionel Messi        | 20    | Argentina |
| 2011   | Sebastián Coates    | 20    | Uruguai   |
| 2015   | Jeison Murillo      | 23    | Colômbia  |
| 2016   | Não houve premiação |       |           |

### Melhor goleiro

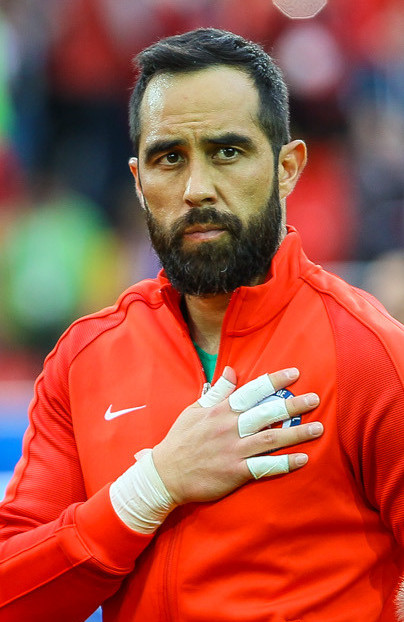
Claudio Bravo, eleito por duas vezes (2015 e 2016) o melhor goleiro da competição.

Desde a Copa América de 2011, a CONMEBOL premia o melhor goleiro da competição.
| Edição | Jogador           | Seleção   |
| ------ | ----------------- | --------- |
| 2011   | Justo Villar      | Paraguai  |
| 2015   | Claudio Bravo     | Chile     |
| 2016   | Claudio Bravo     | Chile     |
| 2019   | Alisson           | Brasil    |
| 2021   | Emiliano Martínez | Argentina |
| 2024   | Emiliano Martínez | Argentina |

### Prêmio Fair Play
Desde a Copa América de 2011, a CONMEBOL premia a seleção merecedora pelo "jogo limpo".
| Edição | Seleção   |
| ------ | --------- |
| 2011   | Uruguai   |
| 2015   | Peru      |
| 2016   | Argentina |
| 2019   | Brasil    |
| 2021   | Brasil    |
| 2024   | Colômbia  |

### Copa Bolívia
Desde a Copa América de 1997, a CONMEBOL premia a seleção vice-campeã com a Copa Bolívia.
| Edição | Seleção   |
| ------ | --------- |
| 1997   | Bolívia   |
| 1999   | Uruguai   |
| 2001   | México    |
| 2004   | Argentina |
| 2007   | Argentina |
| 2011   | Paraguai  |
| 2015   | Argentina |
| 2016   | Argentina |
| 2019   | Peru      |
| 2021   | Brasil    |
| 2024   | Colômbia  |

### Títulos por Jogador
| T | Jogador            | Seleção   | Anos vencidos                      | Outras aparições | Outras aparições |
| T | Jogador            | Seleção   | Anos vencidos                      | Como jogador     | Como técnico     |
| - | ------------------ | --------- | ---------------------------------- | ---------------- | ---------------- |
| 6 | Ángel Romano       | Uruguai   | 1916, 1917, 1920, 1923, 1924, 1926 | 1919, 1921, 1922 |                  |
| 4 | Pascual Somma      | Uruguai   | 1916, 1917, 1920, 1923             | 1919, 1921, 1922 |                  |
| 4 | Alfredo Zibechi    | Uruguai   | 1916, 1917, 1920, 1924             | 1919, 1921, 1922 |                  |
| 4 | Hector Scarone     | Uruguai   | 1917, 1923, 1924, 1926             | 1919, 1927, 1929 |                  |
| 4 | José Nasazzi       | Uruguai   | 1923, 1924, 1926, 1935             | 1929             |                  |
| 3 | Alfredo Foglino    | Uruguai   | 1916, 1917, 1920                   | 1919, 1921       |                  |
| 3 | José Pérez         | Uruguai   | 1916, 1917, 1920                   | 1919             |                  |
| 3 | José Piendibene    | Uruguai   | 1916, 1917, 1920                   | 1921             |                  |
| 3 | Antonio Urdinarán  | Uruguai   | 1916, 1917, 1920                   | 1922             |                  |
| 3 | José Vanzzino      | Uruguai   | 1916, 1917, 1926                   | 1919, 1922, 1927 |                  |
| 3 | Andrade            | Uruguai   | 1923, 1924, 1926                   | 1927, 1929       |                  |
| 3 | Alfredo Ghierra    | Uruguai   | 1923, 1924, 1926                   |                  |                  |
| 3 | Andrés Mazali      | Uruguai   | 1923, 1924, 1926                   | 1927, 1929       |                  |
| 3 | Santos Urdinarán   | Uruguai   | 1923, 1924, 1926                   |                  |                  |
| 3 | Manuel Seoane      | Argentina | 1925, 1927, 1929                   | 1924, 1935       | 1937             |
| 3 | Vicente de la Mata | Argentina | 1937, 1945, 1946                   |                  |                  |
| 3 | Mario Boyé         | Argentina | 1945, 1946, 1947                   |                  |                  |
| 3 | Félix Loustau      | Argentina | 1945, 1946, 1947                   |                  |                  |
| 3 | Norberto Méndez    | Argentina | 1945, 1946, 1947                   |                  |                  |
| 3 | Natalio Pescia     | Argentina | 1945, 1946, 1947                   |                  |                  |
| 3 | René Pontoni       | Argentina | 1945, 1946, 1947                   |                  |                  |
| 3 | Enzo Francescoli   | Uruguai   | 1983, 1987, 1995                   | 1989, 1993       |                  |

## Treinadores campeões

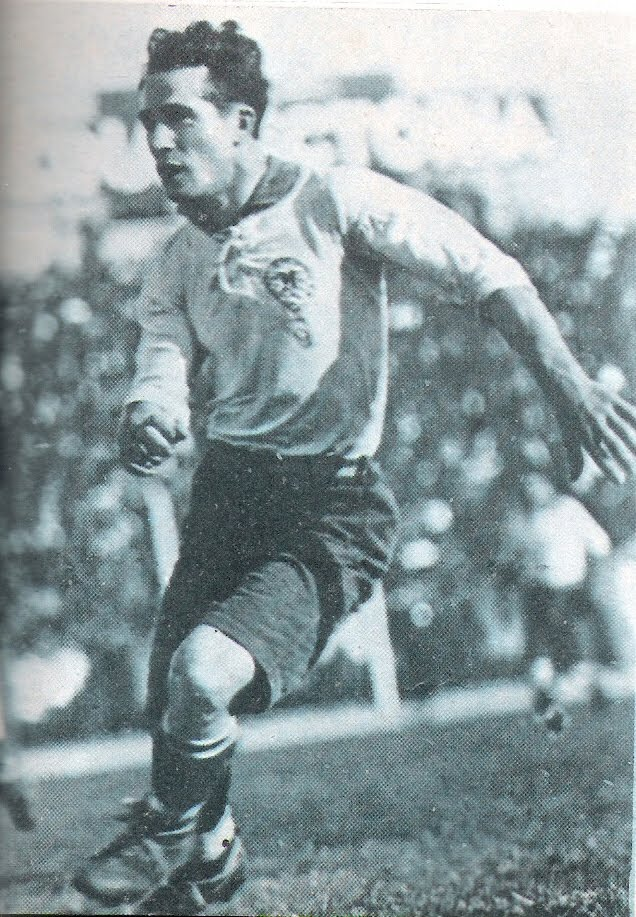
Guillermo Stábile, é o treinador mais vitorioso da competição com 6 conquistas.

Estes são os treinadores campeões edição por edição da Copa América:
| Edição  | Treinador               | Seleção   |
| ------- | ----------------------- | --------- |
| 1916    | Alfredo Foglino         | Uruguai   |
| 1917    | Ramón Platero           | Uruguai   |
| 1919    | Haroldo Domingues       | Brasil    |
| 1920    | Ernesto Fígoli          | Uruguai   |
| 1921    | Pedro Calomino          | Argentina |
| 1922    | Laís                    | Brasil    |
| 1923    | Leonardo de Lucca       | Uruguai   |
| 1924    | Ernesto Meliante        | Uruguai   |
| 1925    | Américo Tesoriere       | Argentina |
| 1926    | Ernesto Fígoli          | Uruguai   |
| 1927    | José Lago Millón        | Argentina |
| 1929    | Francisco Olazar        | Argentina |
| 1935    | Raúl Blanco             | Uruguai   |
| 1937    | Manuel Seoane           | Argentina |
| 1939    | Jack Greenwell          | Peru      |
| 1941    | Guillermo Stábile       | Argentina |
| 1942    | Pedro Cea               | Uruguai   |
| 1945    | Guillermo Stábile       | Argentina |
| 1946    | Guillermo Stábile       | Argentina |
| 1947    | Guillermo Stábile       | Argentina |
| 1949    | Flavio Costa            | Brasil    |
| 1953    | Manuel Fleitas Solich   | Paraguai  |
| 1955    | Guillermo Stábile       | Argentina |
| 1956    | Hugo Bagnulo            | Uruguai   |
| 1957    | Guillermo Stábile       | Argentina |
| 1959-I  | Victorio Luis Spinetto  | Argentina |
| 1959-II | Juan Carlos Corazzo     | Uruguai   |
| 1963    | Danilo Alvim            | Bolívia   |
| 1967    | Juan Carlos Corazzo     | Uruguai   |
| 1975    | Marcos Calderón         | Peru      |
| 1979    | Ranulfo Miranda         | Paraguai  |
| 1983    | Omar Borrás             | Uruguai   |
| 1987    | Roberto Fleitas         | Uruguai   |
| 1989    | Sebastião Lazaroni      | Brasil    |
| 1991    | Alfio Basile            | Argentina |
| 1993    | Alfio Basile            | Argentina |
| 1995    | Héctor Núñez            | Uruguai   |
| 1997    | Mário Zagallo           | Brasil    |
| 1999    | Vanderlei Luxemburgo    | Brasil    |
| 2001    | Francisco Maturana      | Colômbia  |
| 2004    | Carlos Alberto Parreira | Brasil    |
| 2007    | Dunga                   | Brasil    |
| 2011    | Óscar Tabárez           | Uruguai   |
| 2015    | Jorge Sampaoli          | Chile     |
| 2016    | Juan Antonio Pizzi      | Chile     |
| 2019    | Tite                    | Brasil    |
| 2021    | Lionel Scaloni          | Argentina |
| 2024    | Lionel Scaloni          | Argentina |